# Ratusz w Gliwicach

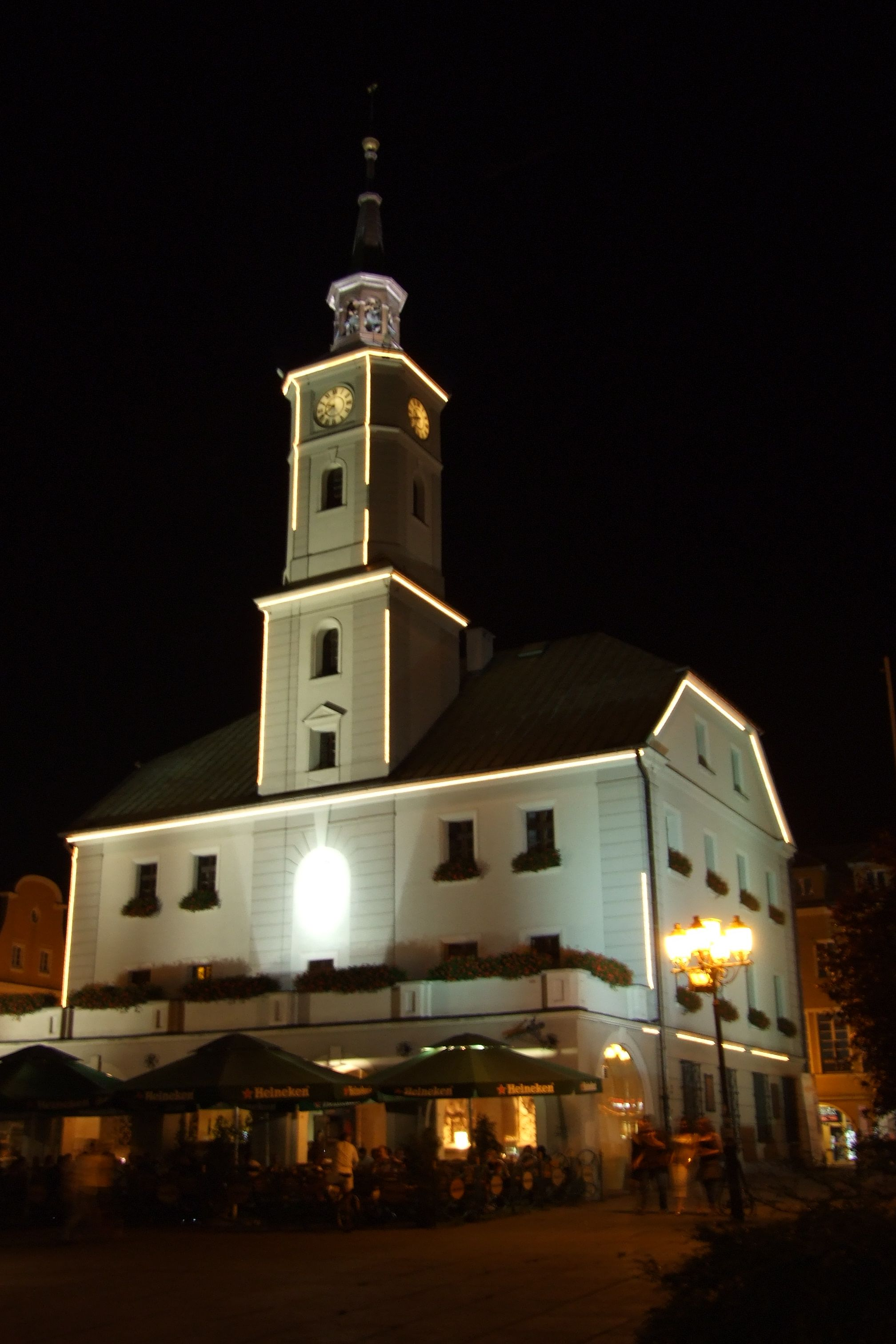
Ratusz gliwicki nocą

Ratusz w Gliwicach − budynek dawnego ratusza miejskiego; znajduje się na środku kwadratowego Rynku w centrum Gliwic.

## Historia
Pierwszy ratusz w Gliwicach wybudowano już pod koniec XIII wieku, jednak obecny budynek ratusza został wzniesiony w XV wieku. Pozostałości murów pierwszego ratusza zachowały się w piwnicach budynku. Odbudowywany dwukrotnie po pożarach z lat 1601 i 1711, w końcu XVIII w. znacznie zrujnowany. Przebudowany w drugiej połowie XIX w. w stylu klasycystycznym.
W jedną ze ścian budynku wmurowano w 1948 r. tablicę upamiętniająca trzecią rocznicę zajęcia Gliwic przez wojska radzieckie.
W latach 50.-60. w ratuszu mieściła się Biblioteka Miejska. Obecnie w budynku znajduje się Pałac Ślubów, sala sesyjna Rady Miasta oraz sale reprezentacyjne, a w piwnicach kawiarnia. Obiekt wpisano do rejestru zabytków 7 marca 1960 (nr rej. woj. katowickiego: 319/60, nr rej. woj. śląskiego: A/128/2020).
W 2002 r. odnowiono elewacje ratusza. Kolejny remont elewacji budynku miał miejsce w 2024 r., obejmował m.in. renowacje tynków, malowanie, wymianę części obróbek blacharskich, a także wymianę tarcz i wskazówek zegarowych.

## Architektura
Budynek murowany na planie prostokąta, usytuowany bokami równolegle do pierzei rynkowych. Dwupiętrowy, nakryty wysokim dachem naczółkowym, z użytecznym poddaszem. Dłuższe ściany pięcioosiowe, krótsze czteroosiowe. W północno-wschodnią ścianę frontową wtopiona kwadratowa wieża zegarowa, nakryta dachem hełmowym z latarnią, zwieńczonym iglicą, o wysokości 41,5 metra. Wyższe kondygnacje wieży mają ścięte narożniki, w najwyższej kondygnacji zegar o czterech tarczach. Przed tą samą ścianą północno-zachodnią na całej długości parterowy pasaż pięcioarkadowy, obecnie zaszklony.
Przy południowo-wschodniej ścianie ratusza znajduje się rzeźba Matki Boskiej typu Immaculata z ok. 1726. To dzieło Johanna Melchiora Österreicha jest najstarszą wolnostojącą rzeźbą w mieście. Została ona poddana gruntownej konserwacji w 2024 r. przy okazji remontu ratusza.